# Oostenrijks-Hongaars leger
Het Oostenrijks-Hongaarse leger (Duits: Kaiserlich und königliche Armee, Hongaars: Császári és Királyi hadsereg), was de landmacht van de Dubbelmonarchie (1867 - 1918). De officiële benaming was Keizerlijk en Koninklijk Leger.
Het Oostenrijks-Hongaarse leger (landmacht) bestond uit drie onderdelen:
- Een gezamenlijk leger (gerekruteerde mannen uit alle delen van het rijk);
- De Landwehr van Oostenrijk (gerekruteerde mannen uit Cisleithanië);
- De Honvédség van Hongarije (gerekruteerde mannen uit Transleithanië)

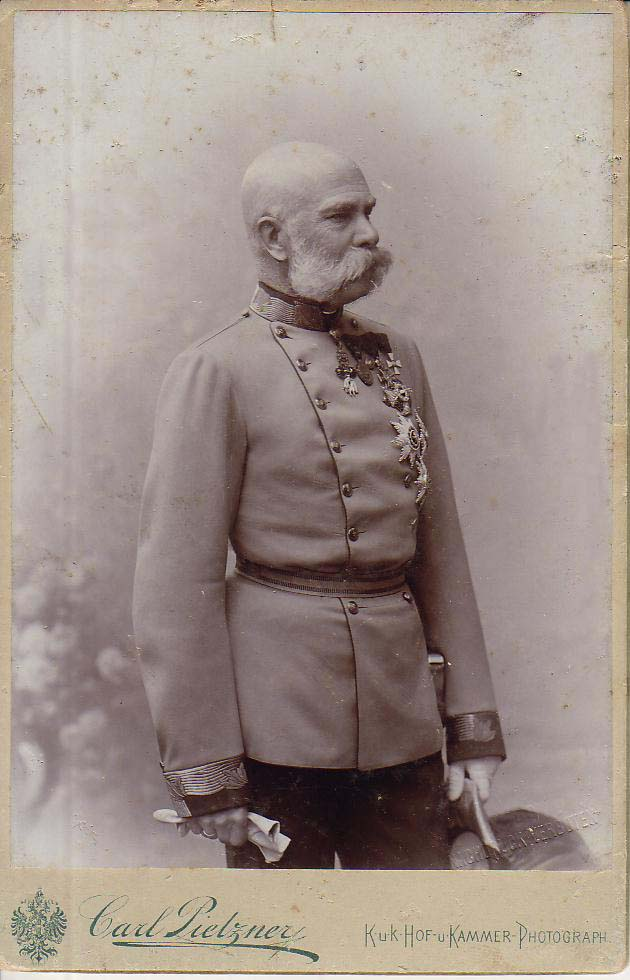
Opperbevelhebber Frans Jozef I (ca. 1885)

| Onderdeel         | Benaming                 | Duits                             | Hongaars            |
| ----------------- | ------------------------ | --------------------------------- | ------------------- |
| gezamenlijk leger | Keizerlijk en Koninklijk | kaiserlich und königlich (k.u.k.) | Császári és Királyi |
| Landwehr          | Keizerlijk koninklijk    | kaiserlich königlich (k.k.)       | császári Királyi    |
| Honvédség         | Koninklijk Hongaars      | königlich ungarisch (k.u.)        | Magyar Királyi      |

## Geschiedenis
Het Oostenrijks-Hongaarse leger werd in 1867 gevormd en was de opvolger van het in 1806 gestichte Oostenrijkse leger (als opvolger van het leger van het Heilige Roomse Rijk). Tot 1867 bestond er dus geen Oostenrijks-Hongaars leger, maar alleen een Oostenrijks leger. Als gevolg van de Ausgleich van dat jaar kwam de zogenaamde Dubbelmonarchie tot stand en werd Hongarije een zelfstandig koninkrijk. Er was sindsdien sprake van een Oostenrijks-Hongaars leger bestaande uit een gezamenlijk leger (de hoofdmacht) en twee territoriale legers. De commandotaal van het gezamenlijke leger, met rekruten uit alle delen van het leger, was Duits en werd voornamelijke geleid door Duits-Oostenrijkse officieren. Dit tot chagrijn van veel Hongaarse politici, die om die reden de Honvédség, het territoriale leger van het koninkrijk Hongarije, geleid door Magyaren, bevoordeelden, met als gevolg dat het Hongaarse parlement weinig geld overhad voor het gezamenlijke leger. In een later stadium bleek het Oostenrijkse parlement (Rijksraad) ook vaak te bezuinigen op de legeruitgaven, hetgeen leidde tot een - in vergelijking met bondgenoot Duitsland - relatief verouderd en verzwakt leger.
Het infanterieuniform van een Oostenrijks-Hongaars militair was lange tijd wit, maar werd later door donkerblauw, terwijl bij de legerhervorming van 1909 dit uniform op zijn beurt werd veranderd door een grijs uniform, dat tot aan het einde van de dubbelmonarchie in 1918 in gebruik bleef. Een Oostenrijks-Hongaars soldaat droeg aanvankelijk geen helm (geïntroduceerd tijdens de Eerste Wereldoorlog), maar een legerpet.

## Het Oostenrijks-Hongaarse leger in1914
In juli 1914, aan de vooravond van de Eerste Wereldoorlog, bestond het gezamenlijke leger uit vier regimenten en de territoriale legers (Landwehr en Honvédség) beide uit drie regimenten. Bij de mobilisatie werden er 3,35 miljoen mannen onder de wapenen geroepen (inclusief een aantal reserve-eenheden en de dienstplichtigen), die echter in een aantal gevallen niet over goede wapens of uniformen beschikten.
De opperbevelhebber van het leger was de 84 jaar oude keizer Frans Jozef I, die gezien zijn leeftijd deze taak niet op zich kon nemen. Het oppercommando van het leger kwam aan generaal-veldmaarschalk aartshertog Frederik, hertog van Teschen. De hertog van Teschen stond bekend als een gedegen bevelhebber. De chef van de generale staf was de machtige generaal Franz Freiherr Conrad von Hötzendorf, die veel politieke invloed bezat en voorstander was van een korte aanvalsoorlog tegen Servië. Conrad von Hötzendorf was een tacticus en een kundig strateeg en aartshertog Frederik gaf hem om die reden veel vrijheid. Na de dood van de oude keizer in 1916 nam de nieuwe keizer, Karel I het opperbevel van de aartshertog Frederik over. Zijn nieuwe staf-chef werd generaal Arthur Freiherr Arz von Straußenburg. Generaal Arz was, anders dan Conrad von Hötzendorf, geen politicus en hield uitsluitend bezig met militaire taken.

### Het leger in cijfers
- 30.000 officieren
- 410.000 lagere officieren en militairen
- 87.000 paarden (schatting)
- 1.200 kanonnen

k. und k. regimenten
- 16 korpsen
- 49 infanteriedivisies - 76 infanteriebrigades - 14 bereden brigades
- 8 cavaleriedivisies - 16 cavaleriebrigades
- 102 infanterieregimenten (vier bataljons per regiment) - 4 Bosnisch-Herzegowijnse (Bosnisch-Hercegowinische) infanterieregimenten (elk vier bataljons)
- 4 keizerlijk Tiroolse jagerregimenten (Tiroler Kaiserjäger) (elk vier bataljons)
- 32 jagerbataljons (Feldjäger) - 1 Bosnisch-Herzegowijnse Jagerbataljons (Bosnisch-Hercegowinisches Feldjäger Bataillon)
- 42 veldartillerieregimenten (Feldkanonen-Regimenter) - 14 veldhouwitserregimenten (Feldhaubitz-Regimenter)
- 11 bereden artilleriebataljondivisies - 14 zware-houwitserdivisies
- 11 bergartillerieregimenten (Gebirgsartillerie Regimenter)
- 6 vestingartillerieregimenten (Festungsartillerie Regimenter) - 8 onafhankelijke vestingartilletiebataljons (selbst. Festungsartillerie Bataillone)

15 Regimenten Dragonders (Dragoner) - 16 Regimenten Huzaren (Husaren) - 11 Regiments Lanciers (Ulanen)
- 16 transportbataljons (Spoorwegen)
- 23 pionierbataljons (Sappeure/Pioniere) - 1 brugconstructiebataljon (Brücken Bataillon) - 1 spoorwegregiment (Eisenbahn-Regiment) - 1 telegrafieregiment (Telegraphen-Regiment)

k.k. Landwehr
- 35 Landweer infanterieregimenten - elk regiment 3 bataljons (Landwehr Infanterie-Regimenter)
- 6 Landweer lancierregimenten
- 8 Landweer veldartillerieregimenten (Feldkanonen) - 8 Landweer Veldhouwitser Bataljons (Feldhaubitz)

Bereden Infanterie bestaande uit de volgende onderdelen:
- 2 berginfanterieregimenten der Landweer (Gebirgsinfanterie-Regimenter) No. 4 en No. 27
- 3 Tirolse fuseliersregimenten (Tiroler Landesschützen Regimenter) - In januari 1917 verkregen deze regimenten de naam Kaiserschützen.
- 1 bereden Tirols fuseliersregiment (Reitende Tiroler Landesschützen)
- 1 bereden Dalmatisch fuseliersbataljon (Reitende Dalmatiner Landesschützen)

k.u. Honvéd
- 6 k.u. Honvéd Landweerdistricten (Distrikte)
- 2 k.u. Honvéd Infanteriedivisies (Infanterie Truppendivisionen)
- 2 k.u. Honvéd Cavaleriedivisies (Kavallerie Truppendivisionen)
- 4 k.u. Honvéd Infanteriebrigades (Infanteriebrigaden) - 12 onafhankelijke k.u. Honvéd infanteriebrigades
- 4 k.u. Honvéd cavaleriebrigades (Kavalleriebrigaden)
- 32 Honvéd infanterieregimenten (Infanterie-Regimenter)
- 10 Honvéd regimenten der Huzaren (Husaren-Regimenter)
- 8 Honvéd veldartillerieregimenten (Feldkanonen Regimenter) - 1 Honvéd bereden artillerieafdeling (Reitende Artillerie Abteilung)

## Rangen en insignes van het Oostenrijks-Hongaarse leger

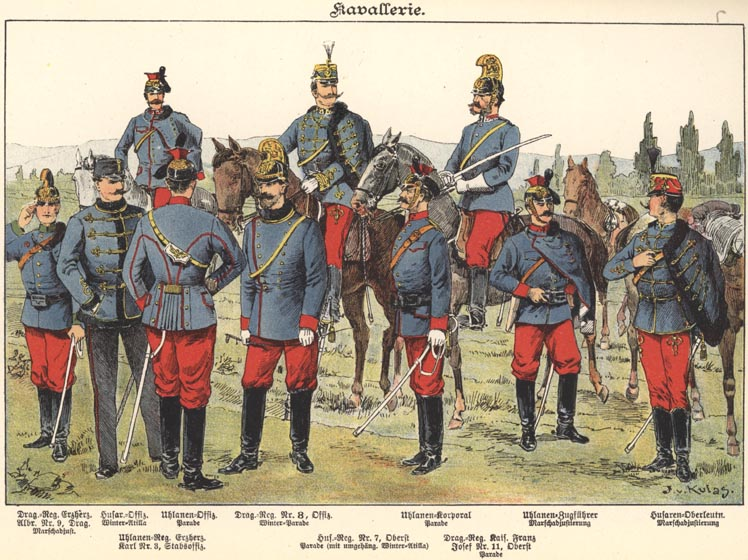
k.u.k. Cavalerie 1898

| Infanterie                                                                                          | Cavalerie                                                           | Artillerie                                                | Jagers                         | Rang- insignes | Rang- insignes bereden jagers |
| --------------------------------------------------------------------------------------------------- | ------------------------------------------------------------------- | --------------------------------------------------------- | ------------------------------ | -------------- | ----------------------------- |
| Soldaten                                                                                            |                                                                     |                                                           |                                |                |                               |
| Infanterist / Honvéd (Hongaars) (Soldaat)                                                           | Dragoner Husar Ulan                                                 | Kanonier                                                  | Jäger                          |                |                               |
| Gefreiter / Őrvezető (Hongaars) (Soldaat 1ste klasse)                                               | Gefreiter                                                           | Vormeister Főtűzer                                        | Patrouillenführer Járőrvezető  |                |                               |
| Lage officieren                                                                                     |                                                                     |                                                           |                                |                |                               |
| Korporal / Tizedes (Hongaars) kapral (Pools) (Korporaal)                                            | Korporal                                                            | Geschütz-Vormeister                                       | Unterjäger                     |                |                               |
| Zugsführer / Szakaszvezető (Hongaars) (Sergeant)                                                    | Zugsführer                                                          | Zugsführer                                                | Zugsführer                     |                |                               |
| Feldwebel / Őrmester (Hongaars) (Wachtmeester)                                                      | Wachtmeister                                                        | Feuerwerker                                               | Oberjäger                      |                |                               |
| Kadett-Feldwebel / Kadétőrmester Hadapród) (Kadet-sergeant, sinds 1908 kadet)                       | Kadett-Wachtmeister (Kadett)                                        | Kadett-Feuerwerker (Kadett)                               | Kadett-Oberjäger (Kadett)      |                |                               |
| Stabs-Feldwebel / Törzsőrmester (Sergeant-majoor sinds 1913 - insignes tot 1914)                    | Stabs-Wachtmeister                                                  | Stabs-Feuerwerker                                         | Stabs-Oberjäger                |                |                               |

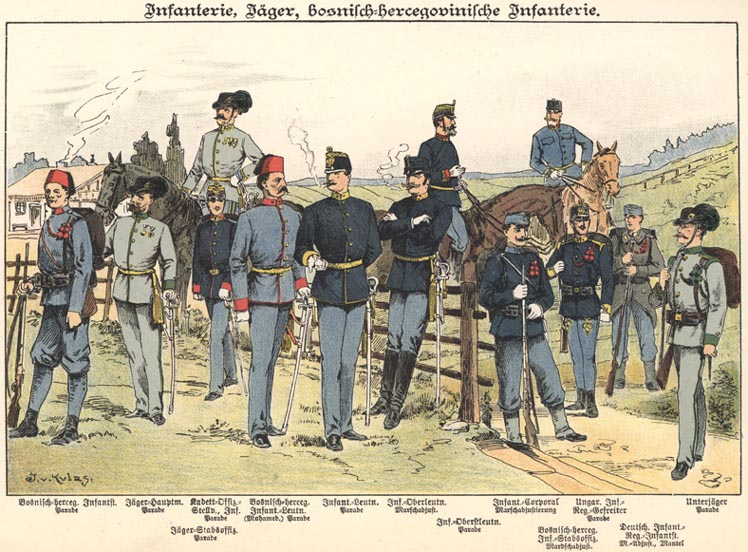
k.u.k. Infanterie 1898

| Stabs-Feldwebel / Törzsőrmester (Sergeant-majoor, insignes na 1914)                                 | Stabs-Wachtmeister                                                  | Stabs-Feuerwerker                                         | Stabs-Oberjäger                |                |                               |
| Offiziersstellvertreter (sinds 6 juni 1915) / Tiszthelyettes (Plaatsvervangend officier)            | Offiziersstellvertreter                                             | Offiziersstellvertreter                                   | Offiziersstellvertreter        |                |                               |
| Kandidaat-officieren                                                                                |                                                                     |                                                           |                                |                |                               |
| Kadett-Offiziersstellvertreter Hadapród-Tiszthelyettes (Kadet-plaatsvervangend officier) (tot 1908) | Kadett-Offiziersstellvertreter                                      | Kadett-Offiziersstellvertreter                            | Kadett-Offiziersstellvertreter |                |                               |
| Fähnrich (vanaf 1908) / Zászlós (Officierskandidaat (vaandrig)) (sinds 1908)                        | Fähnrich                                                            | Fähnrich                                                  | Fähnrich                       |                |                               |
| Lagere officieren                                                                                   |                                                                     |                                                           |                                |                |                               |
| Leutnant / Hadnagy (Tweede luitenant)                                                               | Leutnant                                                            | Leutnant                                                  | Leutnant                       |                |                               |
| Oberleutnant / Főhadnagy (Eerste luitenant)                                                         | Oberleutnant                                                        | Oberleutnant                                              | Oberleutnant                   |                |                               |
| Kapiteins                                                                                           |                                                                     |                                                           |                                |                |                               |
| Hauptmann / Százados (Kapitein)                                                                     | Rittmeister                                                         | Hauptmann                                                 | Hauptmann                      |                |                               |
| Stafofficieren                                                                                      |                                                                     |                                                           |                                |                |                               |
| Major / Őrnagy (Majoor)                                                                             | Major                                                               | Major                                                     | Major                          |                |                               |
| Oberstleutnant / Alezredes (Luitenant-kolonel)                                                      | Oberstleutnant                                                      | Oberstleutnant                                            | Oberstleutnant                 |                |                               |
| Oberst / Ezredes (Kolonel)                                                                          | Oberst                                                              | Oberst                                                    | Oberst                         |                |                               |
| Generaals                                                                                           |                                                                     |                                                           |                                |                |                               |
| Generalmajor / Vezérőrnagy (Brigadegeneraal)                                                        |                                                                     |                                                           |                                |                |                               |
| Feldmarschalleutnant / Táborhadnagy (Generaal-majoor/Brigadegeneraal)                               |                                                                     |                                                           |                                |                |                               |
| General der Infanterie Gyalogsági tábornok (Generaal der infanterie)                                | General der Kavallerie Lovassági tábornok (Generaal der infanterie) | Feldzeugmeister / Táborszernagy (Generaal der artillerie) |                                |                |                               |
| Generaloberst / Vezérezredes (Kolonel-generaal) (sinds 1915)                                        |                                                                     |                                                           |                                |                |                               |
| Feldmarschall / Tábornagy (Veldmaarschalk)                                                          |                                                                     |                                                           |                                |                |                               |

## Lijst van opperbevelhebbers van het Oostenrijks-Hongaarse leger
| Opperbevelhebber | Opperbevelhebber                    | Periode     |
| ---------------- | ----------------------------------- | ----------- |
|                  | keizer Frans Jozef I van Oostenrijk | 1867 - 1916 |
|                  | keizer Karel I van Oostenrijk       | 1916 - 1918 |

## Lijst van bevelhebbers(Armeekommandanten)van het Oostenrijks-Hongaarse leger
| Armeekommandant | Armeekommandant                                         | Periode     |
| --------------- | ------------------------------------------------------- | ----------- |
|                 | aartshertog Albrecht van Oostenrijk, hertog van Teschen | 1867 - 1869 |
|                 | keizer Frans Jozef I van Oostenrijk                     | 1869 - 1914 |
|                 | aartshertog Frederik van Oostenrijk, hertog van Teschen | 1914 - 1917 |
|                 | keizer Karel I van Oostenrijk                           | 1917 - 1918 |
|                 | Hermann Kövess von Kövesshaza                           | 1918        |